# Giorgione Calcio 1993-1994
Questa voce raccoglie le informazioni riguardanti il Giorgione Calcio nelle competizioni ufficiali della stagione 1993-1994.

## Rosa
| N. |                   | Ruolo | Calciatore           |
| -- | ----------------- | ----- | -------------------- |
|    | Italia (bandiera) | C     | Alessandro Bellemo   |
|    | Italia (bandiera) | C     | Daniele Bellotto     |
|    | Italia (bandiera) | C     | Roberto Bonvicini    |
|    | Italia (bandiera) | A     | Massimo Borgobello   |
|    | Italia (bandiera) | C     | Matteo Carrer        |
|    | Italia (bandiera) | A     | Massimiliano Covelli |
|    | Italia (bandiera) | C     | Massimiliano Dego    |
|    | Italia (bandiera) | C     | Moreno Dissena       |
|    | Italia (bandiera) | D     | Diego Donadon        |
|    | Italia (bandiera) | C     | Daniele Giammei      |
|    | Italia (bandiera) | C     | William Gobbato      |
|    | Italia (bandiera) | C     | Fabio Mason          |

| N. |                   | Ruolo | Calciatore         |
| -- | ----------------- | ----- | ------------------ |
|    | Italia (bandiera) | D     | Mirco Omiccioli    |
|    | Italia (bandiera) | C     | Cristiano Patta    |
|    | Italia (bandiera) | D     | Marco Penzo        |
|    | Italia (bandiera) | D     | Luca Riondato      |
|    | Italia (bandiera) | D     | Nicola Stocco      |
|    | Italia (bandiera) | P     | Alessio Vidotto    |
|    | Italia (bandiera) | D     | Mario Volcan       |
|    | Italia (bandiera) | P     | Adriano Zancopè    |
|    | Italia (bandiera) | A     | Cristian Zandonà   |
|    | Italia (bandiera) | D     | Federico Zarpellon |
|    | Italia (bandiera) | D     | Mauro Zorzi        |